# Pupečníková žíla

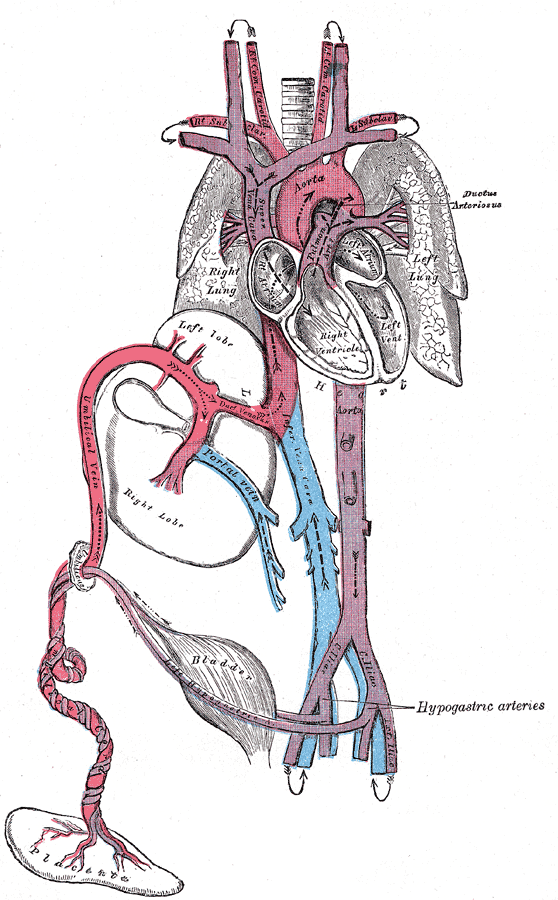
Pupečníková žíla je červeně znázorněná céva táhnoucí se od placenty (dole) směrem nahoru; vinou se kolem ní fialově znázorněné pupečníkové tepny

Pupečníková žíla (latinsky vena umbilicalis) je nepárová žíla nutná ke správnému embryonálnímu vývoji placentálních savců. Funkcí pupečníkové žíly je přivádět okysličenou krev z placenty k plodu.
Obě pupečníkové žíly vycházejí z placenty a směřují do žilního splavu embryonálního srdce. Po narození člověka se pravá pupečníková žíla uzavírá a atrofuje ve vazivovou tkáň, tzv. ligamentum teres hepatis. Levá pupečníková žíla se poté napojuje na řečiště vrátnicové žíly (portální žíly). Krev z této žíly buď prochází do jater, nebo cestou ductus venosus přímo do dolní duté žíly.